# Tigris Lane Cemetery
Tigris Lane Cemetery is een Britse militaire begraafplaats met gesneuvelden uit de Eerste Wereldoorlog, gelegen in de Franse gemeente Wancourt (departement Pas-de-Calais). De begraafplaats werd ontworpen door George Goldsmith en ligt aan de weg van Wancourt naar Tilloy-lès-Mofflaines op ruim 2 km ten noordwesten van het centrum van Wancourt (Église Saint-Aubode). 
Ze heeft een nagenoeg vierkantig grondplan en wordt omsloten door en natuurstenen muur. De open toegang aan de straatzijde bestaat uit een trappartij met een vijftal opgaande treden met rechts aansluitend het Cross of Sacrifice op een verhoogde sokkel. De begraafplaats wordt onderhouden door de Commonwealth War Graves Commission.
Er liggen 119 slachtoffers begraven waaronder 9 niet geïdentificeerde.

## Geschiedenis
De begraafplaats (genoemd naar een loopgraaf) werd in mei 1917 door de Burial Officer van de 14th (Light) Division aangelegd en werd opnieuw gebruikt in augustus-september 1918.
Wancourt werd na hevige strijd op 12 april 1917 door Britse troepen ingenomen. Bij het begin van het Duitse lenteoffensief in maart 1918 kwam de gemeente in vijandelijke handen maar werd op 26 augustus 1918 door het Canadian Corps heroverd.
Onder geïdentificeerde doden zijn er 78 Britten en 32 Canadezen. 

## Graven
- soldaat W. Scott (Canadian Machine Gun Corps) was 17 jaar toen hij op 17 augustus 1918 sneuvelde.

### Onderscheiden militairen
- James McDonald, luitenant bij de Canadian Infantry werd onderscheiden met het Military Cross (MC).
- soldaat Frederick Stevens (Canadian Infantry) werd onderscheiden met de Distinguished Conduct Medal en de Military Medal (DCM, MM).
- regiment sergeant-majoor C.H. Buss (Somerset Light Infantry) werd onderscheiden met de Distinguished Conduct Medal (DCM).
- compagnie sergeant-majoor T. Galbraith (Canadian Infantry) werd onderscheiden met de Military Medal (MM).